# Констанция (дъщеря на Констанций II)
Флавия Максима Фаустина Констанция (на латински: Flavia Maxima Faustina Constantia; * 361/362; † началото на 383) е римска императрица.

## Биография
Дъщеря е на римския император Констанций II и внучка по бащина линия на Константин Велики и Фауста. Майка ѝ Фаустина е третата съпруга на Констанций II, която ражда Констанция след смъртта му на 3 ноември 361 г., това означава или в края на 361 или в началото на 362 г.
Узурпатор Прокопий използва през 364 – 365 г. Констанция и майка ѝ, за да покаже своята лоялност спрямо Констанций II пред войските си. Той се показва често пред войниците с детето Констанция на ръце и я взема в похода си срещу император Валенс, когато е и победен накрая.
През 374 г., 13-годишна, Констанция се омъжва за император Грациан в Галия и свързва така Константиновата с Валентиниановата династия. Понеже Грациан, преди да умре през август 383 г., се жени втори път, тя вероятно е починала преди съпруга си. През 380 г. е още жива, понеже е спомената в написаното по това време произведение от Йоан Златоуст (ad vid. iun. 4). Тленните ѝ останки пристигат на 31 август 383 г. в Константинопол и на 1 декември същата година е погребана там. Затова се предполага, че е починала в началото на 383 г.